# ویچای سریواداناپرابها
ویچای سریواداناپرابها (به تایلندی: วิชัย ศรีวัฒนประภา؛ زادهٔ ۴ آوریل ۱۹۵۸ - درگذشتهٔ ۲۷ اکتبر ۲۰۱۸) کارآفرین، تاجر، و میلیاردر تایلندی، مالک باشگاه فوتبال لستر سیتی در لیگ برتر انگلستان، مالک باشگاه فوتبال آوت‌هه‌وِرله لوون در لیگ دستهٔ دوم سطح یکم بلژیک، و رئیس و مدیر عامل اجرایی گروه بین‌المللی کینگ‌پاور بود.

## مرگ
در ۲۷ اکتبر ۲۰۱۸، هلیکوپتر آگوستاوستلند ای‌دابلیو۱۶۹ سریواداناپرابها بیرون ورزشگاه کینگ‌پاور کمی پس از بلند شدن سقوط کرد. شاهدان عینی سانحه بیان کردند که هلیکوپتر در ابتدا به دور خود چرخیده و سپس به زمین برخورد کرده و به گلوله‌ای از آتش تبدیل شده است. روز بعد (۲۸ اکتبر) گزارش شد که سریواداناپرابها همراه با سه سرنشین دیگر و خلبان هلیکوپتر کشته شده است.